# Norns kapell
Norns kapell är en kyrkobyggnad på Norns bruk i Dalarnas län. Kapellet är uppfört 1759 och var gudstjänstlokal för järnbruket med omnejd. Mellan 1640 och 1912 var Norn en egen församling, Norns bruksförsamling.
Kapellet ägs och förvaltas, liksom resten av bruket, av Norns Bruks Samfällighetsförening.Tidigare ägdes av bruksområdet av Wikmanshytte Bruks AB och senare Stora Kopparbergs Bergslags AB (innan nedläggningen av bruken i Vikmanshyttan och Turbo). Hedemora-Garpenbergs församling har ett avtal med föreningen om att använda kapellet, för bland annat midsommargudstjänst, julotta och vigslar.

## Historik
Ett äldre kapell fanns ursprungligen något nordost om det nuvarande, uppfört runt 1640, några år efter att bruket grundats 1637. Platsen för kapellet utsågs av biskop Johannes Rudbeckius och var hopbyggt med några bostäder. Det gamla kapellet revs i samband med en fördämning av Dammsjön som skulle sätta den aktuella marken under vatten. En ny plats för kapellet utsågs istället i vinkel mot herrgården och brukskontoret. Norns förste predikant var Ericus Andrae Hedemorensis och brukets första egna präst var den ökände häxjägaren Elof Skragge, som tillträdde 1673. Mats Åmark, känd för sin dokumentation av Dalarnas kyrkklockor, blev brukets sista präst när hans kontrakt löpte ut 1912 och Norns bruksförsamling upphörde.

## Nuvarande kapellet
Arbetet med att uppföra det nya kapellet 1759 leddes av Per Mårtensson från Sollerön och utfördes av brukets smeder och andra bruksarbetare. Huvuddelen av det gamla kapellets inventarier flyttades över, de anställda skänkte fem tackjärnshällar från Hällsjöbo och patronskan Maria Cederberg skänkte en ljuskrona från mässingsbruket i Bjurfors. Väggarna kläddes invändigt med pärlfärgade och pilastermålade tapeter. 1815–1816 höjdes väggarna med fyra stockvarv och taket blev utbytt. Man satte även in ett vitlimmat tunnvalv invändigt och ingången försågs med en hög trappa, för att motsvara höjningen.
Sitt nuvarande utseende fick kapellet till stor del 1858–1862, då en omfattande restaurering skedde. Grunden byttes då ut, nytt golv lades in, fönstren välvdes och fasaden rappades och vitlimmades. Yttertaket belades med tjärstruket tegel och fick en höjning, samt försågs med ett stort kors. Man satte också in en ny eldstad i sakristian och kyrkorummets bänkar byttes ut och utökades till 200 bänkplatser. 1895–1896 bekostade disponent R. Gahn en ny värmeugn och upprustning av altare, altarvägg och predikstol. Efter att smidet upphörde 1899 och hyttan blåsts ner för sista gången 1916 skedde en avfolkning av bygden. Kapellet stod och förföll och fick bland annat svåra skador i tak och bjälkar i ytterväggarna . Wikmanshytte Bruks AB bekostade med anledning av detta en stor restaurering av kapellet 1930–1931.
Altartavlan är flyttad från det gamla kapellet och föreställer nedtagandet av Jesus från korset. Tavlan är en kopia av en målning i Berga kyrka i Västergötland och skänktes 1680 av Peter Brandberg (senare adlad Cederberg). Kyrksilvret flyttades 1909 till Hedemora kyrka, då det inte ansågs vara tillräckligt stöldsäkert i kapellet.

## Inventarier
- Ett harmonium finns i kyrkan.[6]

## Klockstapeln och kyrkogården

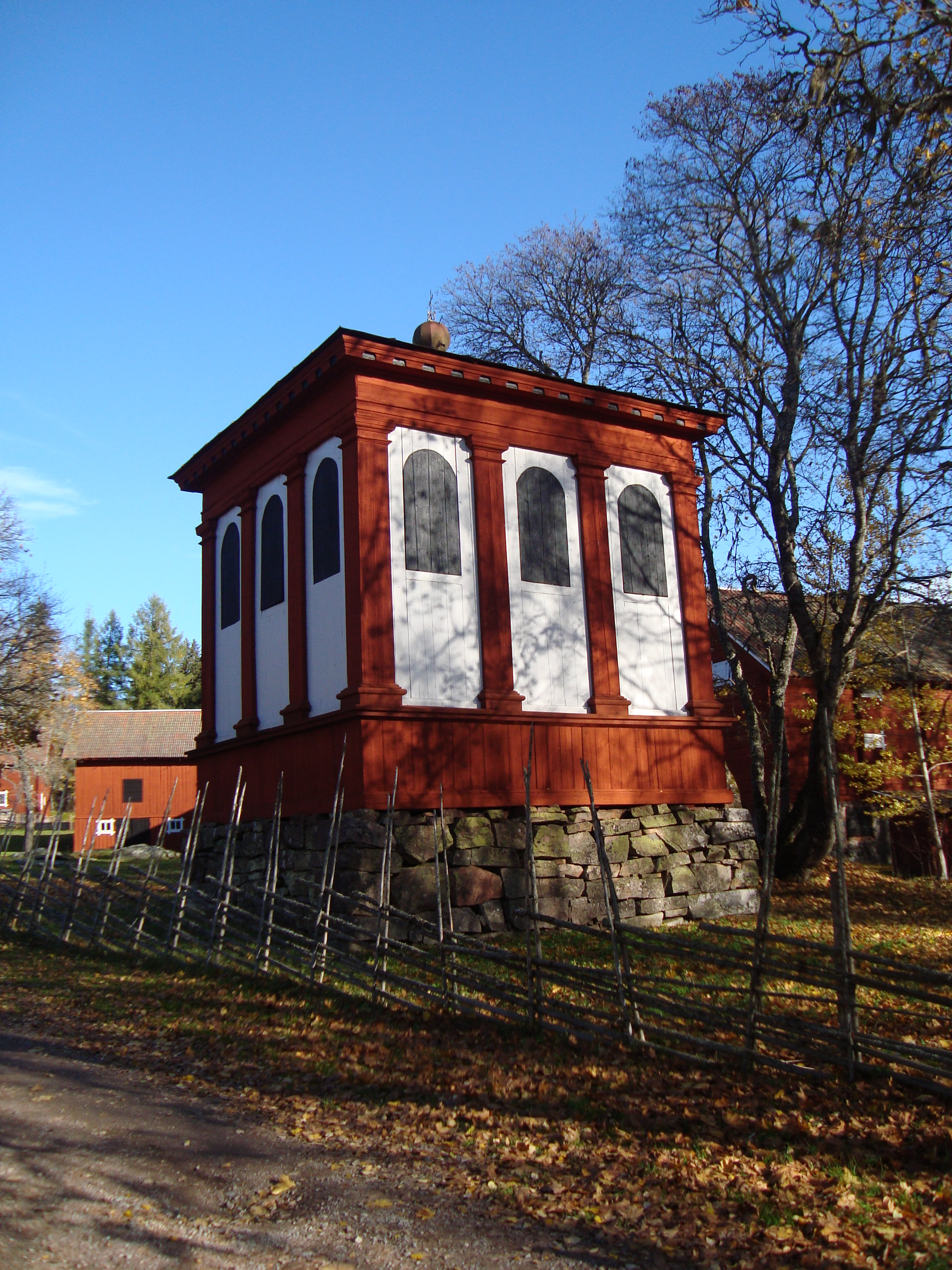
Klockstapeln

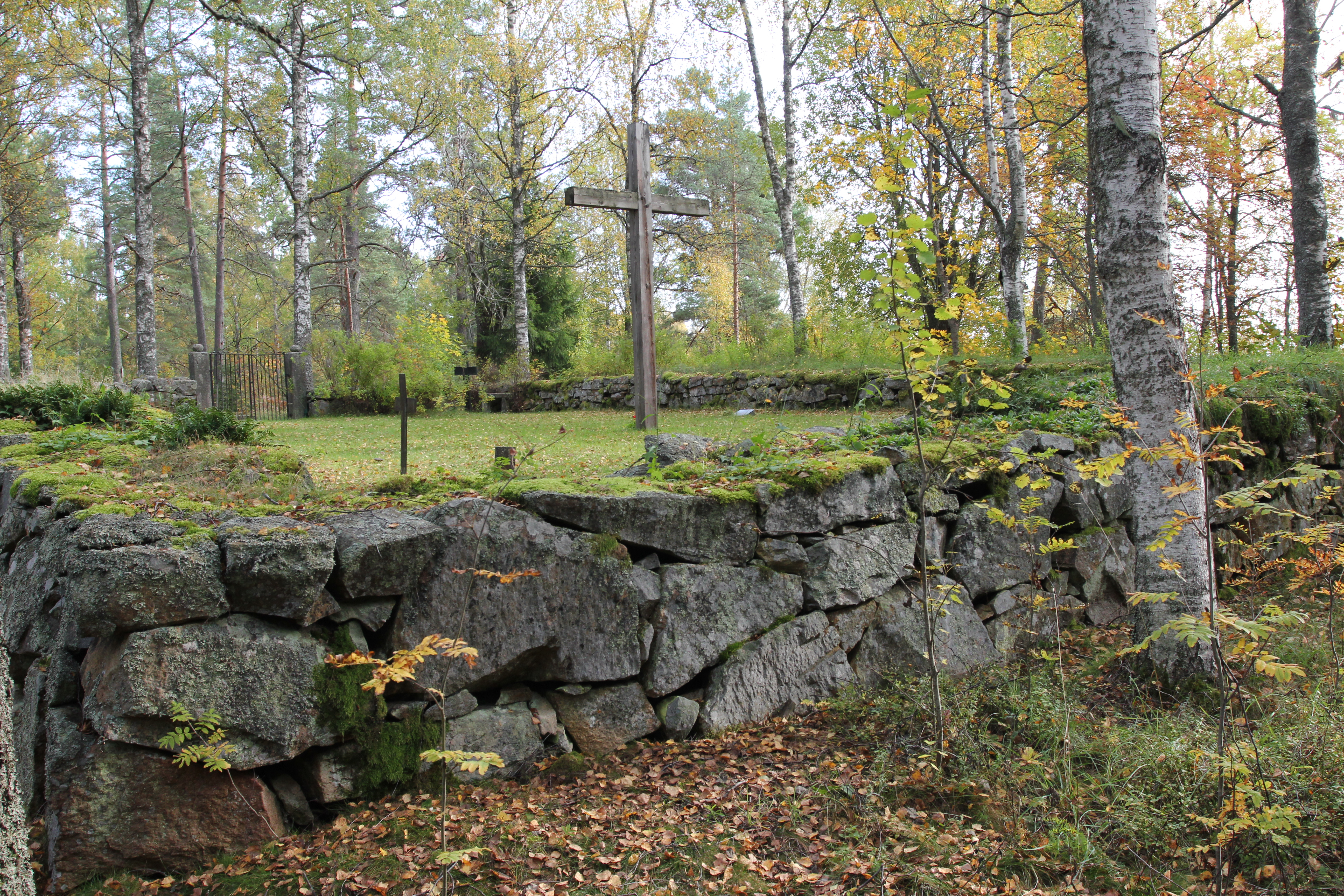
Kyrkogården

Till det ursprungliga kapellet hörde en klockstapel, som dock byttes ut redan 1687. Klockan från denna klockstapel flyttades över till en nybyggd stapel, som dock redan 1704 var så vinglig att den var tvungen att stagas upp. Den nuvarande stapeln med två klockor, där den ursprungliga klockan utgör storklocka, är troligen byggd 1820–1821. Storklockan göts om 1736 av Gerhardt Meyer i Stockholm. Lillklockan skänktes till kapellet 1670 och är gjuten av Johan Meyer. Klockringningen är manuell och sköts med rep, men storklockan kan också trampas. Den mindre klockan har inskriptionen "Soli Deo Gloria" på ena sidan och "Norden Bruchs Capell" på den andra. Den stora klockan har följande inskriptioner:
| ” | O Zion när Tu hör mig båda, Kom hit och föd tin dyra siäl, Låt andan sådant hos tig råda Så går tig nu och evigt wäl | „ |

| ” | Iag theras namn och lof will bära Hos mig til äldre tider qwar, Som willigt för Gudz hus och Ähra min wight och liud förbättrat har. Til Salems hus och Herrans kyrka Iag kalla kalla får med nytt liud Then klena hiord at troligt dyrka En sanner och treenig Gud. | „ |

Kapellkyrkogården ligger på en höjd i ett skogsparti söder om kapellet och är omgärdat av en stenmur. Kyrkogården anlades 5 juni 1781 och invigdes 24 februari 1782 av Hedemoras kyrkoherde Petrus Ugla. Den första som begravdes var ett barn efter "lappmannen" Lars Andersson 1782. Kyrkogården bekostades av de två systrarna Söderhielm, den ena änka efter brukets ägare Jacob Tersmeden d.y. och den andra efter överste Johan Augustin Mannerheim. Norns kapellkyrkogård är inspirationen till Kerstin Heds dikt Ödekyrkogården.

## Galleri

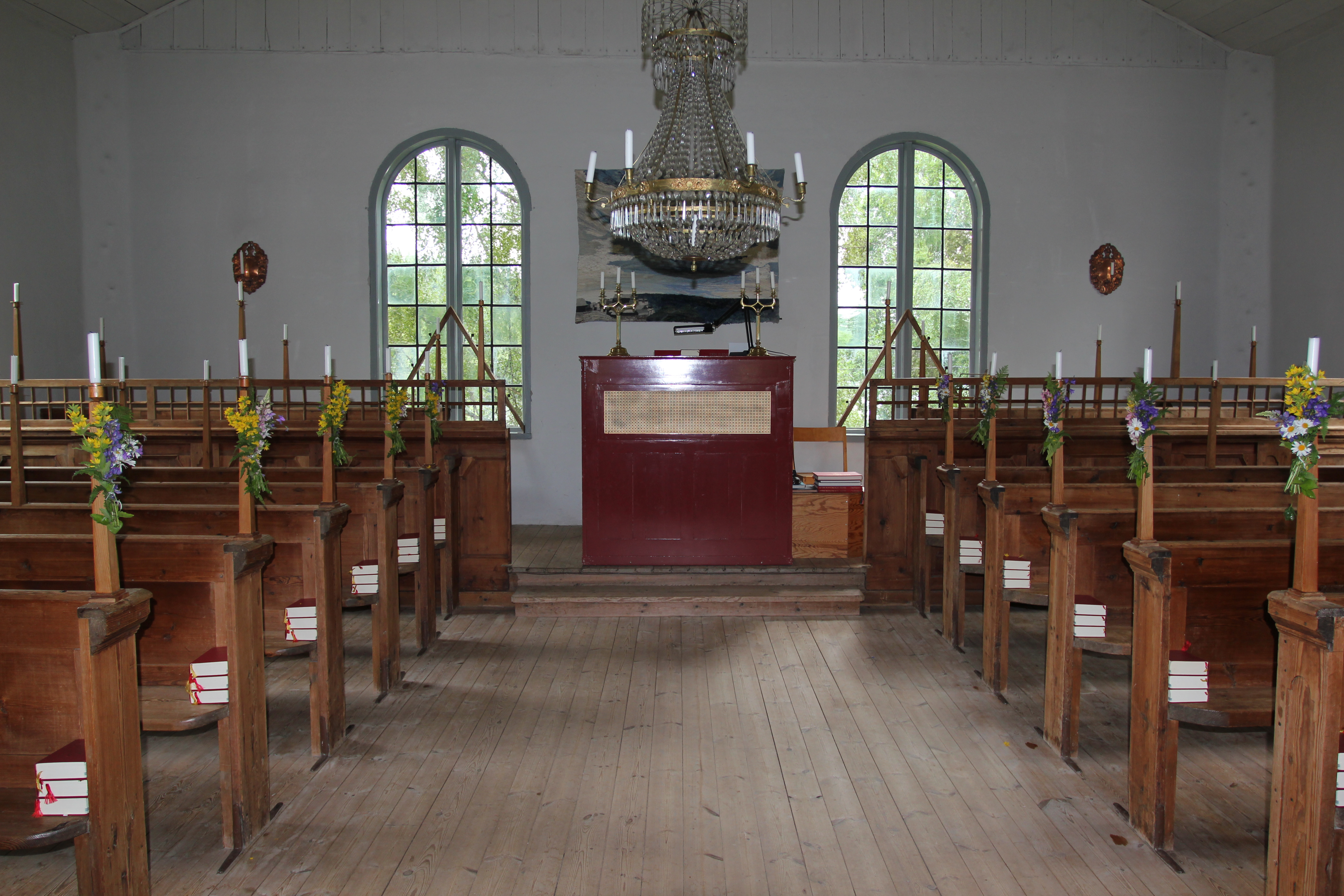
Kyrkorgeln (ett mindre harmonium)
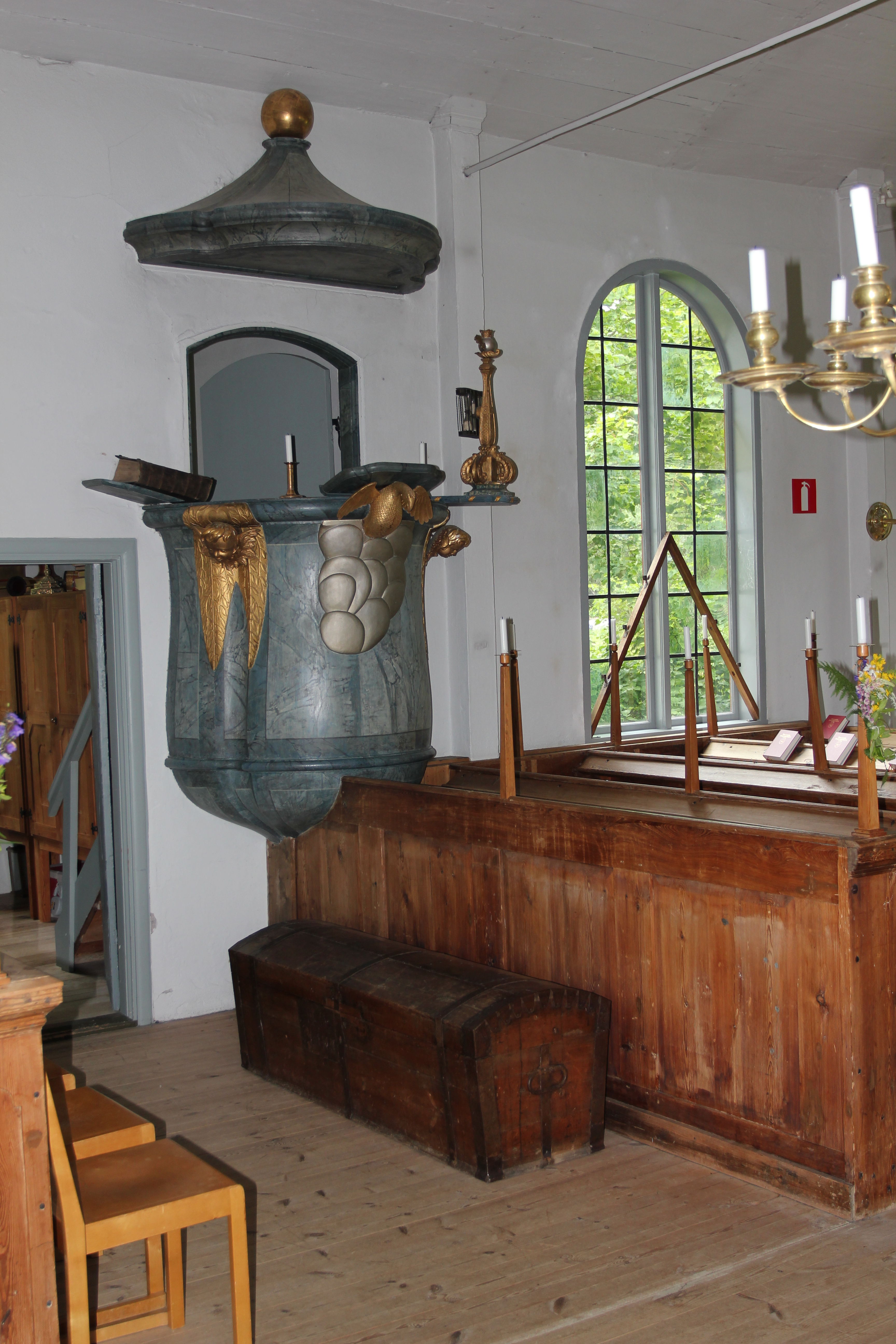
Predikstolen
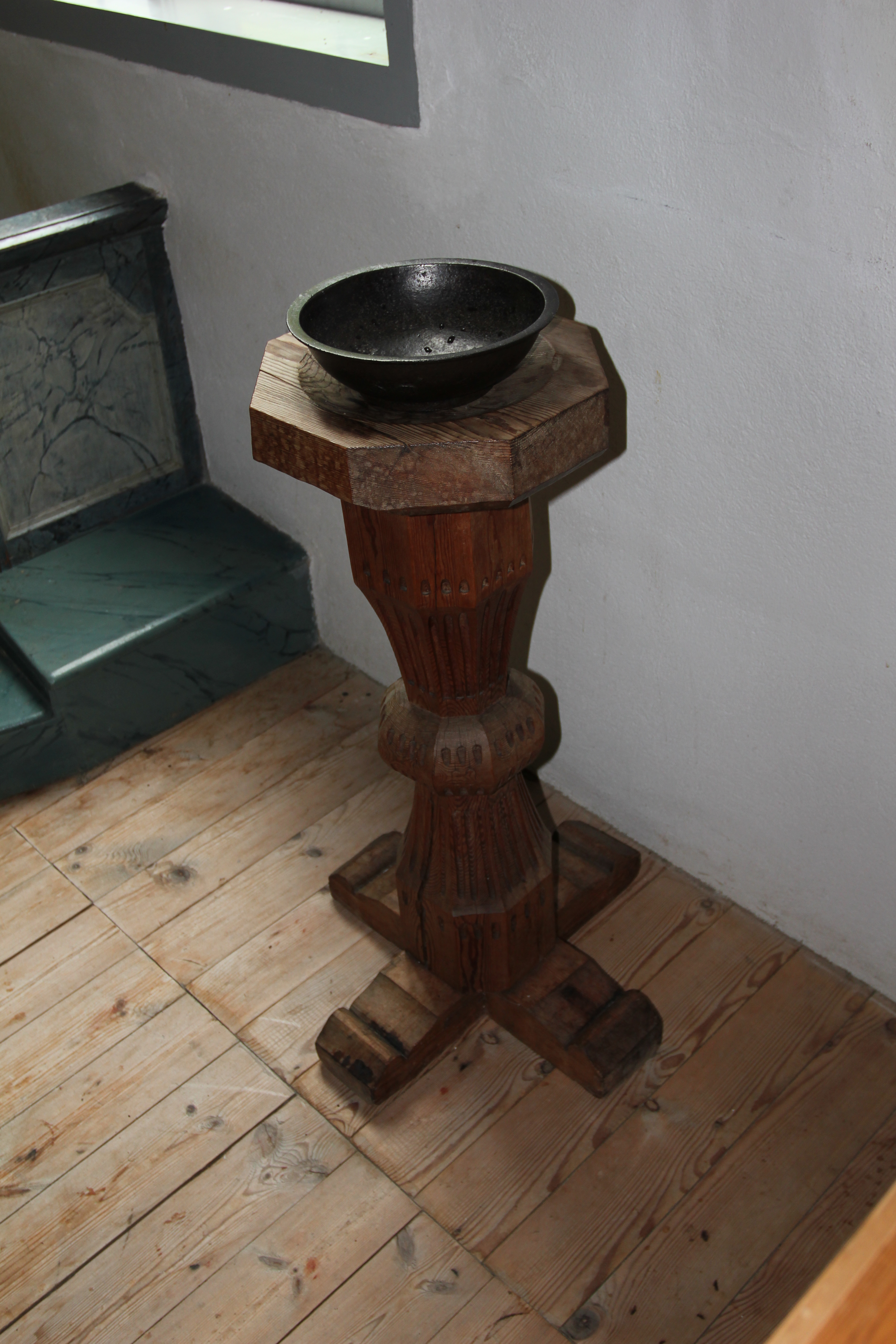
Dopskål med dopställ